# Мінливець
Мінливець (Apatura) — рід метеликів родини сонцевиків (Nymphalidae). Включає 4 види. Поширені в Євразії.

## Опис
Великі метелики з трикутними передніми крилами. Тіло велике і міцне. У самців верхня сторона крил має блакитнувате металеве мерехтіння з білими плямами. Самиці більш коричневі.
Личинки живляться на осиках та вербах. Дорослі метелики переважно тримаються на верхівках дерев, де самці захищають території. Вони рідко відвідують квіти, але часто п'ють з калюж, а також висмоктують рідину з паді та гною.

## Види
- Apatura ilia ([Denis and Schiffermüller], 1775) — мінливець малий
- Apatura iris (Linnaeus, 1758) — мінливець великий
- Apatura laverna Leech, 1893
- Apatura metis Freyer, 1829 — мінливець Метис